# الهاني سليمان
الهاني سليمان موسى سليمان هو حارس مرمى من أبناء مدرسة الكرة بنادي الاتحاد السكندري. لعب أولى مبارايته أمام فريق أبرادين الأسكتلندى وقدم عروضا رائعة مع الفريق الأول[بحاجة لمصدر] ولفت إليه الأنظار بشدة[بحاجة لمصدر] وضمه جهاز المنتخب المصري ضمن عناصر الفريق المشارك في تصفيات كأس العالم لكرة القدم2010.[بحاجة لمصدر] وتلقى الهاني عدة عروض داخلية وخارجية من أندية إنجليزية وبرتغالية وسويسرية متوسطة الشهرة، وعرض محلي من النادي الاهلي بلغ 10 ملايين جنيها مصريا (1.9 مليون دولار أمريكي)عام 2009،[بحاجة لمصدر] إلا أن الهاني سليمان تمسك بالبقاء داخل جدران زعيم الثغر نادي الاتحاد السكندري أحد أهم أندية البطولات في مصر وصاحب الشعبية الجماهيرية الأولى في مدينة الإسكندرية والشعبية الثالثة في مصر.وقال الهاني في تصريحات صحافية انه لن يترك الاتحاد السكندري الا للاحتراف في نادي من الاندية العالمية الكبرى في الدوري الإنجليزي أو الإسباني ليفيد النادي بمقابل مادي يساهم في تنمية موارد زعيم الثغر.وهو ايضا حارس متوسط الاداء ويجب عليه الاعتزال